# Пушкинский район (Санкт-Петербург)
Пу́шкинский райо́н  — административно-территориальная единица на юго-востоке Санкт-Петербурга, расположенная в южной части города.
Своё название район получил по местоположению административного центра, городу Пушкин, который также является и крупнейшим его населённым пунктом. Сам район занимает территорию в 239,95 км², уступая по площади лишь Курортному району.

## Население
| 2002     | 2009     | 2010     | 2012     | 2013     | 2014     | 2015     | 2016     | 2017     |
| -------- | -------- | -------- | -------- | -------- | -------- | -------- | -------- | -------- |
| 101 655  | ↗122 796 | ↗135 973 | ↗139 597 | ↗150 316 | ↗165 151 | ↗171 593 | ↗178 584 | ↗193 180 |
| 2018     | 2019     | 2020     | 2021     | 2023     | 2025     |          |          |          |
| ↗208 702 | ↗217 983 | ↗226 336 | ↗255 609 | ↗263 732 | ↗277 341 |          |          |          |

Национальный состав
По итогам переписи населения 2020 года проживали следующие национальности (национальности менее 0,1 % и другое см. в сноске к строке «Другие»):
| Национальность | Численность, чел. | Доля     |
| -------------- | ----------------- | -------- |
| Русские        | 220 073           | 86,10 %  |
| Украинцы       | 2355              | 0,92 %   |
| Белорусы       | 1005              | 0,39 %   |
| Татары         | 996               | 0,39 %   |
| Армяне         | 856               | 0,33 %   |
| Азербайджанцы  | 851               | 0,33 %   |
| Таджики        | 725               | 0,28 %   |
| Узбеки         | 669               | 0,26 %   |
| Киргизы        | 485               | 0,19 %   |
| Казахи         | 305               | 0,12 %   |
| Другие         | 27 289            | 10,69 %  |
| Итого          | 255 609           | 100,00 % |

## Внутригородские муниципальные образования
В границах Пушкинского района Санкт-Петербурга располагаются 5 внутригородских муниципальных образований, в том числе 2 города и 3 посёлка:
| № | Флаг | Герб | Статус ВМО | Название ВМО    | Площадь, км² | Население, чел. (2025 г.) |
| - | ---- | ---- | ---------- | --------------- | ------------ | ------------------------- |
| 1 |      |      | город      | Павловск        | 39,80        | ↗18 485                   |
| 2 |      |      | город      | Пушкин          | 89,30        | ↗108 969                  |
| 3 |      |      | посёлок    | Шушары          | 106,63       | ↗144 901                  |
| 4 |      |      | посёлок    | Александровская | 4,77         | ↗3221                     |
| 5 |      |      | посёлок    | Тярлево         | 2,62         | ↗1765                     |

## История
Пушкинский район образован 5 июня 1938 года в результате реорганизации городского совета в городе Пушкине в районный совет с непосредственным подчинением Ленгорсовету.
25 июля 1953 года после упразднения Павловского района Ленинградской области Кузьминский, Московско-Славянский, Тярлевский сельсоветы были переданы в подчинение Пушкинскому райсовету.
21 июня 1958 года был образован рабочий посёлок Шушары с подчинением Пушкинскому райсовету, Московско-Славянский сельсовет ликвидирован.
26 марта 1959 года город Павловск передан в подчинение Пушкинскому райсовету.
2 апреля 1959 года были образованы рабочие посёлки Александровская и Тярлево с подчинением Пушкинскому райсовету.
В 1995 году на территории города Павловска образован самостоятельный Павловский район Санкт-Петербурга.
В 2005 году территория Павловского района была вновь включена в состав Пушкинского района.

## Руководство администрации района
Главы Администрации
- Омельницкий Владимир Владимирович[22] (2017—2021[23])

## Достопримечательности
Главными достопримечательностями района являются государственные музеи-заповедники «Царское Село» и «Павловск».
По территории района протянулась южная линия Малой Октябрьской железной дороги.

## Образование

### ВУЗы
- Ленинградский государственный университет им. А. С. Пушкина
- Санкт-Петербургский государственный аграрный университет (СПбГАУ)
- Военно-морской инженерный институт (филиал) Военного учебно-научного центра Военно-Морского Флота «Военно-морская академия имени Адмирала Флота Советского Союза Н. Г. Кузнецова»

### Техникумы, профессиональные лицеи и колледжи
- Российский колледж традиционной культуры. Площадка № 2
- Училище Радиоэлектроники
- ФКПОУ «Межрегиональный центр (колледж)» Министерства труда РФ
- Первый Пограничный Кадетский Корпус ФСБ России

В районе находится более[уточнить] 46 дошкольных образовательных учреждений, более 38 общеобразовательных учреждений (школы, лицеи, гимназии).